# Koenigsegg

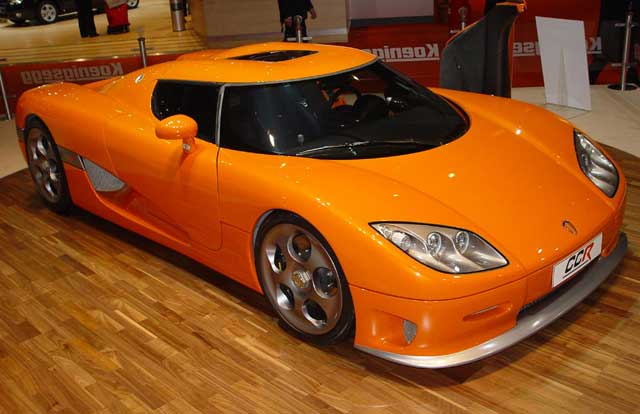
Koenigsegg CCR (2004).

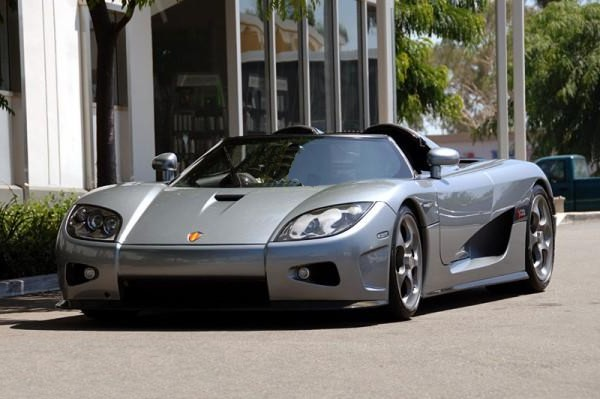
Koenigsegg CCX (2006).

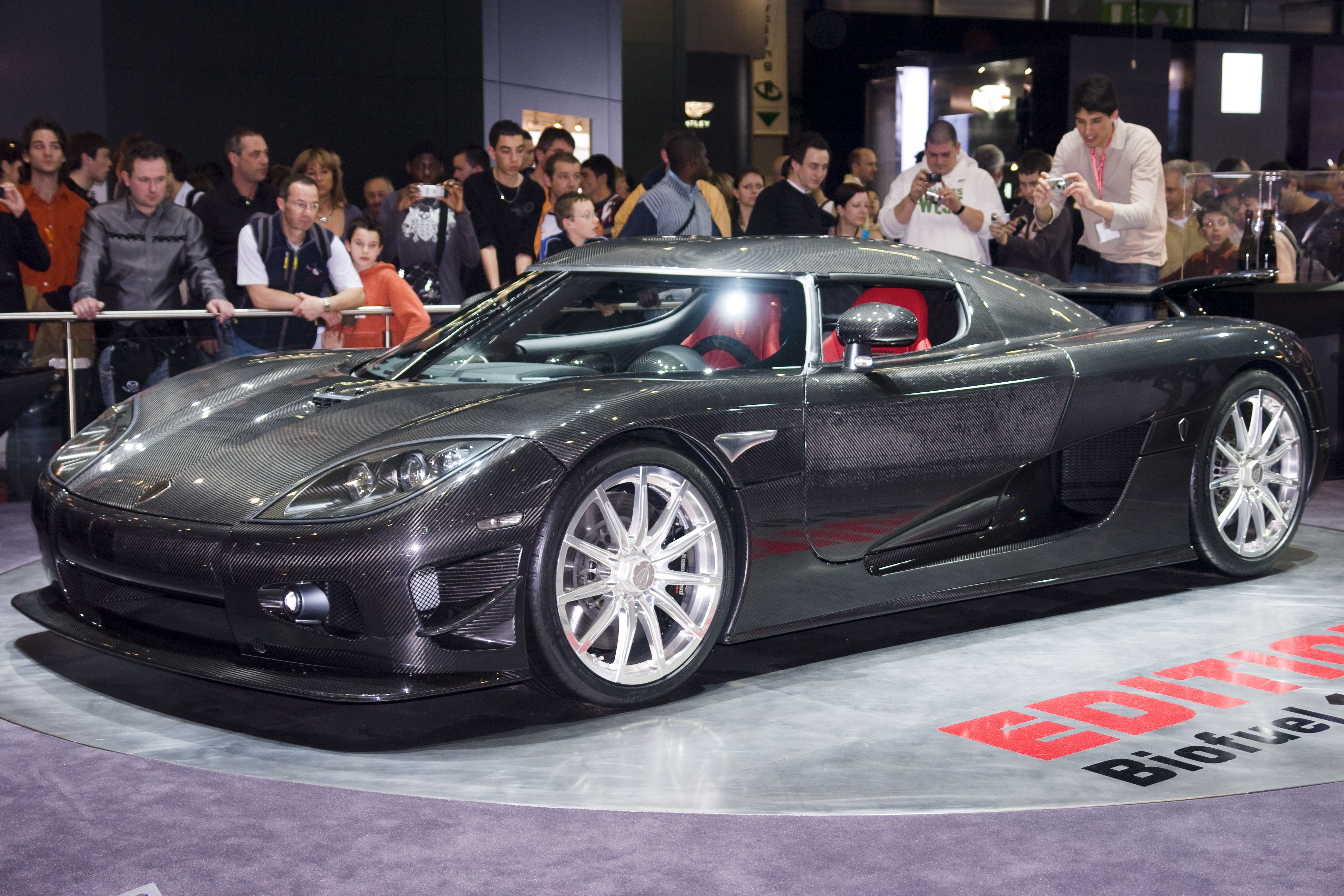
Koenigsegg CCXR Edition (2008).

EKoenigsegg Automotive AB és una petita empresa sueca fabricant d'automòbils fundada el 1994 a la ciutat sueca d'Ängelholm. Des de 1994 és dirigida pel seu fundador, Christian von Koenigsegg, que va començar amb la creació del seu propi automòbil esportiu als 22 anys.
En la companyia treballen tan sols 50 persones, amb la col·laboració de diverses empreses, totes elles sueques.
La producció actual no supera les dues unitats al mes, encara que segons responsables de la marca es podria augmentar la cadència fins a quatre unitats mensuals.
El 16 de juny de 2009 General Motors i Koenigsegg van confirmar els detalls de l'acord perquè Koenigsegg sigui el propietari de Saab, però el novembre es van desdir.

## Models
El primer model fabricat per aquesta marca va ser el CC, seguit pel CC8S i posteriorment pel CCR de 806 CV.
Koenigsegg usa en les portes dels seus vehicles un sistema de "hèlix sincrònica diedral" (conegut al món dels clients automobilístics com a portes "raptor"), que sembla combinar els avantatges de tots els dissenys encara que amb una considerable major complexitat mecànica.
La continuïtat està assegurada, ja que està en producció el CCX pensat especialment per al mercat americà, i el CCXR que utilitza biocombustible I85. També existeixen versions d'edició limitada d'aquests models, dels quals es va projectar fer 14 CCX i 6 CCXR, però la crisi econòmica mundial ha fet que solament es construïssin 2 CCX i 4 CCXR, de 888 CV i 1018 CV respectivament; el motor de tots dos té 5,0 L i doble turbocompressor. El Koenigsegg Hundra, creat l'any 2013, commemora que la marca ja ha fabricat 100 models.
- CC (1997 (prototip), 2000-2001)[2][3]
- CC8S (2002-2003[4])
- CCR (2004-2006[5])
- CCX (2006-2010)
- CCGT (2007)
- CCXR (2007-2010)
- CCX Edition (2008[6])
- CCXR Edition (2008[6])
- CCXR Special Edition (2008)
- Quant (2009[7])
- Trevita (2009)
- Agera (2010–present)
- Agera R (2011–present[8])
- Agera S (2011–present[9])
- Agera S Hundra (2013 - present[10])
- Agera RS (2015-present)
- One:1 (2014)
- Regera (2015-present)
- Jesko (2019)
- Gemera (2020)